# Студія документальних і художніх фільмів
Студія документальних і художніх фільмів (пол. Wytwórnia Filmów Dokumentalnych i Fabularnych (WFDiF)) — одна з найстарших в Польщі кіностудій. Заснована 29 грудня 1949 року постановою Міністра культури та мистецтва як Студія документальних фільмів (пол. Wytwórnia Filmów Dokumentalnych)
З початку на студії знімали документальні фільми та Польську кінохроніку.
Перший польський документальний фільм «Mazowsze — kolorowy koncert na ekranie» був знятий саме на цій студії.
Перший художній фільм студії — «Блакитний хрест» Анджея Мунка.
В наш час займається зйомками багатьох польських художніх фільмів.

## Відомі режисери, котрі співпрацювали зі студією
- Єжи Антчак
- Єжи Гофман
- Ян Ломніцький
- Анджей Мунк
- Едвард Скужевський
- Анджей Вайда
- Кшиштоф Зануссі